# Caloptilia trimaculiformis
Caloptilia trimaculiformis är en fjärilsart som beskrevs av Liu och Yuan 1990. Caloptilia trimaculiformis ingår i släktet Caloptilia och familjen styltmalar. Inga underarter finns listade i Catalogue of Life.